# Cuno Hoffmeister
Cuno Hoffmeister (2 de febrero de 1892-2 de enero de 1968) fue un astrónomo alemán, especializado en la observación de estrellas variables y de asteroides.

## Semblanza
Cuno Hoffmeister fundó el Observatorio Sonneberg, donde trabajó entre otros con Paul Oswald Ahnert (a quien ofreció un trabajo en 1938, aunque Ahnert era un conocido opositor al régimen Nazi). 
Entre sus estudiantes figura Eva Ahnert-Rohlfs.

## Descubrimientos
| (2183) Neufang   | 26 de julio de 1959      |
| (3203) Huth      | 18 de septiembre de 1938 |
| (3674) Erbisbühl | 13 de septiembre de 1963 |
| (4183) Cuno      | 5 de junio de 1959       |
| (4724) Brocken   | 18 de enero de 1961      |

Durante su vida activa como astrónomo, Hoffmeister descubrió aproximadamente 10 000 estrellas variables en las más de 100 000 placas fotográficas tomadas desde el Observatorio de Sonneberg. El Centro de Planetas Menores lo acredita con el descubrimiento de 5 asteroides entre 1938 y 1963. También codescubrió C/1959 O1, un cometa hiperbólico, en 1957.

## Publicaciones
- Meteore, ihre kosmischen und irdischen Beziehungen. Casa editorial Académica, sociedad con m.b. H.,, Leipzig (1937)
- Die veränderlichen Sterne der nördlichen Milchstraße. T.4. (C. Hoffmeister y P. Ahnert) Veröffentlichungen der Sternwarte zu Sonneberg (Publicaciones del Observatorio Sonneberg) (1947)
- Zur Photometrie der Milchstraße. Casa editorial académica, Berlín (1947)
- Meteorströme. Casa editorial J. A. Barth, Leipzig (1948)
- Die Sterne. Zeitschrift für alle Gebiete der Himmelskunde. (Herausgeber C. Hoffmeister 1951-1967) Casa editorial J. A. Barth, Leipzig - Editor - Berlín
- Die veränderlichen Sterne der nördlichen Milchstraße. T.6. (C. Hoffmeister u. a.) Casa editorial académica, Berlín (1951)
- Die veränderlichen Sterne der nördlichen Milchstraße. T.7. (C. Hoffmeister u. a.) Casa editorial académica, Berlín (1954)
- Sterne über der Steppe. VEB Casa editorial de F. A. Brockhaus, Leipzig (1954)
- Zählungen der Meteore in Südwestafrika 1937-1938. Casa editorial académica, Berlín (1955)
- Messungen zur atmosphärischen Optik in Südwest-Afrika. Casa editorial académica, Berlín (1956) u. (1966)
- Photographische Aufnahmen von Kometen. Casa editorial académica, Berlín (1956)
- Bearbeitung des Lichtwechsels von 75 kurzperiodischen veränderlichen Sternen zwischen 25° und 90° südlicher Deklination. Casa editorial académica, Berlín (1956)
- Die veränderlichen Sterne der nördlichen Milchstraße. T.9. (C. Hoffmeister, W. Götz, H. Huth) Casa editorial académica, Berlín (1957)
- Über das Verhalten von drei typischen und sechs atypischen RW Aurigae-Sternen. Casa editorial académica, Berlín (1958)
- Beobachtungen hochatmosphärischer Erhellungen des Nachthimmels in Südwestafrika 1952-1953. Casa editorial académica, Berlín (1958)
- Beobachtungen des verstärkten Nachthimmelleuchtens in den Jahren 1946-1957. Casa editorial académica, Berlín (1959)
- Die veränderlichen Sterne der nördlichen Milchstraße. T.11. (C. Hoffmeister) Casa editorial académica, Berlín (1960)
- Veränderliche Sterne am Südhimmel. Casa editorial académica, Berlín (1963)
- Astronomische Abhandlungen. (Escrito junto a P. Ahnert) Casa editorial de J. A. Barth, Leipzig (1965)
- Analyse der Lichtkurven von vier RW Aurigae-Sternen. Casa editorial académica, Berlín (1965)
- Der Aufbau der Galaxis. Casa editorial académica, Berlín (1966)
- Veränderliche Sterne. (Escrito junto a G. Richter y W. Wenzel) Casa editorial de J. A. Barth, Leipzig (1990), ISBN 3-335-00224-5

## Eponimia
- El cráter de impacto lunar Hoffmeister fue bautizado en su honor, así como los asteroides (1726) Hoffmeister y (4183) Cuno.